# 오킬 오킬로프

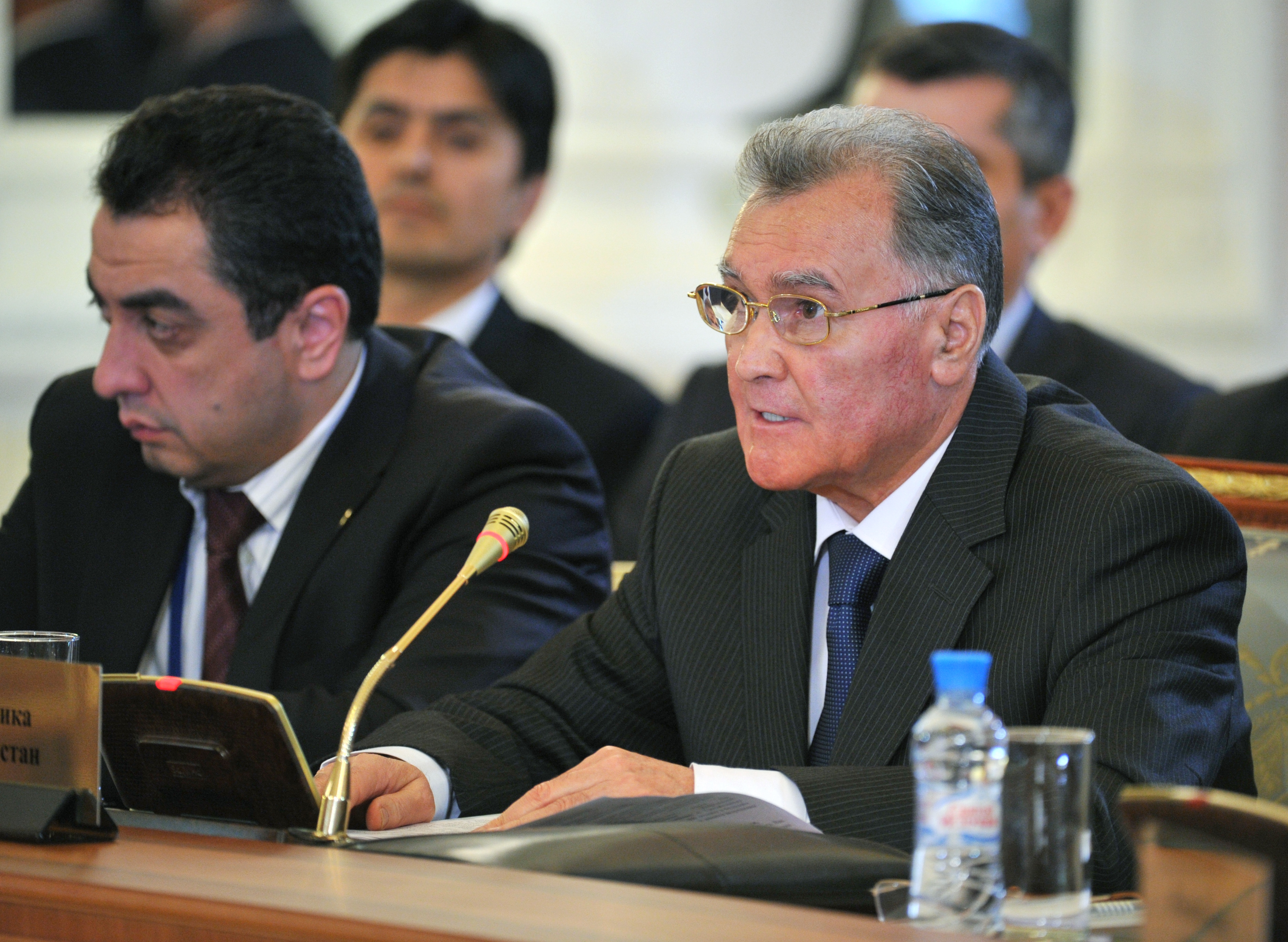
오킬 오킬로프 전 총리

오킬 오킬로프(Okil Ghaybulloyevich Okilov or Oqil Ǧaybulloyevič Oqilov, Оқил Оқилов, Oqil Oqilov, 1944년 2월 2일 - )는 1999년 12월 20일부터 2013년 11월 23일까지 타지키스탄의 수상으로 역임했다. 타지키스탄 인민민주당 당원이다.

## 삶
후잔드에서 태어나, 1967년 모스크바 건축 기술자 대학, 1980년 소련 공산당 중앙위원회 부속 사회 과학 아카데미를 졸업했다.

## 같이 보기
- 타지키스탄의 총리